# Ronald F. Maxwell
Pour les articles homonymes, voir Maxwell.
Ronald “Ron” F. Maxwell (né le 5 janvier 1949 à Clifton, dans le New Jersey) est un réalisateur américain de cinéma, scénariste et producteur, 

## Biographie
Ronald F. Maxwell est notamment connu pour avoir réalisé les films sur la Guerre de Sécession Gettysburg en 1993 et Gods and Generals en 2003.
Il est membre de l'Academy of Motion Picture Arts and Sciences

## Filmographie

### Cinéma
- 1980 : Les Petites Chéries (Little Darlings)
- 1981 : Accroche-toi Nashville (The Night the Lights Went Out in Georgia)
- 1984 : Kidco
- 1987 : In the Land of the Poets
- 1993 : Gettysburg
- 2003 : Gods and Generals
- 2007 : Resistencia: The Civil War in Nicaragua
- 2013 : Copperhead
- Belle Starr (en production)

### Télévision
- 1976 : Sea Marks (TV)
- 1978 : Verna: U.S.O. Girl (TV)
- 1986 : Parent Trap II (TV)